# Raduga Kh-22
| Kh-22                     |                                                                |
|                           |                                                                |
| kH-22 en un museo         |                                                                |
| Tipo                      | Misil aire tierra                                              |
| Pais de origen            | Unión Soviética                                                |
| Historial de servicio     |                                                                |
| Utilizado por             | Rusia                                                          |
| Historial de producción   |                                                                |
| Diseñado por              | MKB Raduga                                                     |
| en producción desde       | 1962                                                           |
| Especificaciones          |                                                                |
| Masa                      | 5820 kilogramos                                                |
| Longitud                  | 11.65 metros                                                   |
| Diámetro                  | 92 centímetros                                                 |
| Cabeza de guerra          | 1000 kilogramos de RDX o carga nuclear de 350 a 1000 kilotones |
| Motor                     | R-201 con combustible líquido                                  |
| Envergadura alar          | 300 centímetros                                                |
| Propelente                | Tonka-250 e IRFNA                                              |
| Alcance operativo         | 600 kilómetros(Kh-22M/MA)                                      |
| Techo de vuelo            | 10 a 14 kilómetros o 27 kilómetros                             |
| Velocidad                 | Mach 4.6                                                       |
| Sistema de guiado         | Guiado inercial con bloqueo activo de radar en fase terminal   |
| Plataforma de lanzamiento | Tu-22M, Tu-22k, Tu-95K22                                       |

El Raduga Kh-22 es un misil antibuque de largo alcance, desarrollado por la corporación MKB Raduga en la Unión Soviética. Se diseñó para ser utilizado contra los portaaviones estadounidenses y su grupo de escolta, pudiendo portar una cabeza de guerra u ojiva,  de tipo convencional o nuclear.

## Desarrollo
Después de analizar las batallas navales de la Segunda Guerra Mundial y aquellas escaramuzas ocurridas a finales de los 40 y 50, los militares soviéticos llegaron a la conclusión de que la era de las batallas navales había terminado y con ello se abría la posibilidad de llevar a cabo ataques a distancia que pudieran neutralizar los grupos de combate compuestos por portaaeronaves y fragatas, sin la necesidad de tener que desplegar grupos de similar envergadura contra ellos. Sustituyendo los  cruceros por ataques aéreos, las fuerzas aéreas soviéticas llevaron a cabo una conversión de los bombarderos a lo que se conocía como raketonosets, portamisiles, los cuales podían lanzar misiles a las flotas enemigas desde posiciones próximas a la costa. El Kh-22 fue desarrollado por Raduga y pensado para ser utilizado por el bombardero supersónico Tu-22M Backfire.

## Diseño
El Kh-22 utiliza un propulsor Tumanski de combustible líquido, siendo el mismo TG-02(tonka 250) y IRFNA(ácido nítrico fumante rojo inhibido), proporcionando una velocidad máxima de mach 4.6 y alcance de unos 600 km. Se podía lanzar a gran altitud pero también a baja altitud. Cuando el lanzamiento se realiza a gran altitud  el misil asciende a una altitud de 27000 metros para a continuación descender a gran velocidad hacia su objetivo, con una velocidad terminal cercana a mach 4.5. A baja altitud, asciende a 12000 metros para realizar un descenso más suave a cerca de mach 3.5, siendo la aproximación final a una altitud de 500 metros. El misil tiene un piloto automático asociado a un giróscopo y en conjunto con un radioaltímetro.

Los soviéticos demostraron que una ojiva conformada con un peso de unos 900 kilogramos, podía realizar un agujero de 5 metros de diámetro y 12 metros de profundidad cuando impactaba en un buque de guerra.

En agosto de 2016, Rusia finalizó las pruebas del misil Kh-32, derivado del Kh-22. Diseñado para ser usado en el bombardero Tu-22M3, el misil asciende a 40 kilómetros de altitud hasta la estratosfera al iniciarse el lanzamiento, nivelándose posteriormente, realizando después un pronunciado descenso hacia el objetivo; la combinación de velocidad y perfil de vuelo lo hacen virtualmente invulnerable a la interceptación por cazas y estaciones de defensa en tierra. Este misil se ha diseñado para atacar buques enemigos o radares así como puentes, bases militares, plantas eléctricas y más objetivos estratégicos. El Kh-32 dispone de sistema de navegación inercial y una cabeza buscadora, siendo por ello independiente de los satélites GPS o GLONASS. Se le supone un alcance de 1000 kilómetros y velocidad máxima de mach 4.1. El misil entró en servicio en 2016. 32 misiles Kh-22 se llevarán al estándar Kh-32 entre 2018 y 2020.

## Historial operativo

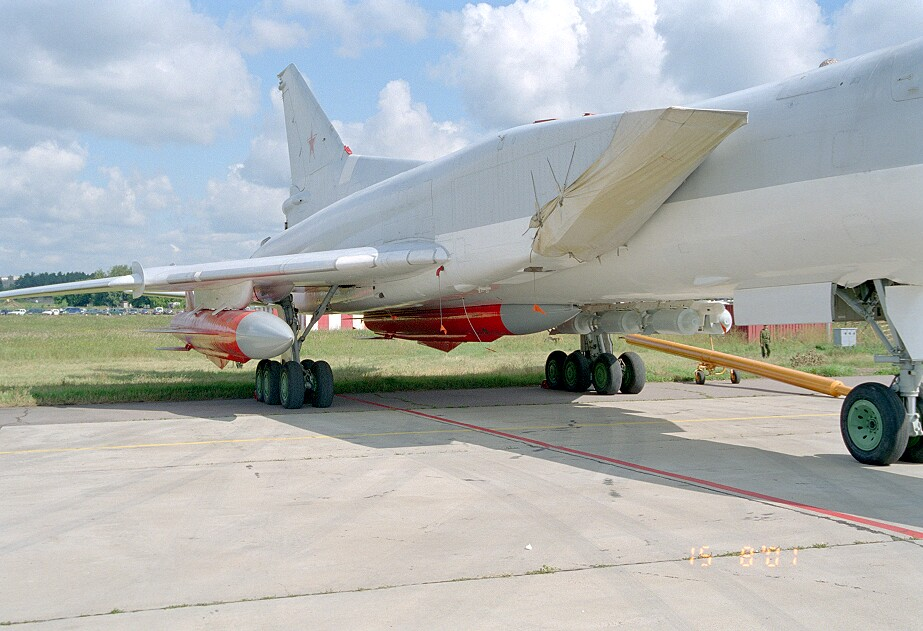
Kh-22 bajo un Tu-22M3.

Los primeros misiles fueron operativos en 1962.
Su plataforma de lanzamiento principal es el Tu-22M Backfire, siendo también utilizado por la fuerza aérea rusa en los Tu-22k Blinder-B y Tu-95k22 o Bear-G.

## Variantes
Se construyeron dos versiones iniciales, una con una cabeza de guerra convencional y la Kh-22N con una cabeza de guerra nuclear de entre 350 y 1000 kilotones de potencia. A mediados de los 70 se añadió el Kh-22P, misil antiradar. En los años 70 el Kh-22 se llevó al estándar Kh-22M y Kh-22MA, con unos perfiles de ataque diferentes, alcance aumentado e inclusión de un enlace de datos para realizar cambios de trayectoria en pleno vuelo.
- Kh-22E variante convencional de exportación.
- Kh-22M/MA variantes mejoradas con velocidad mach 3.3 y alcance de 600 kilómetros. Pesan 5780 kilogramos y portan 960 kilogramos de ciclotrimetilentrinitramina también conocida como RDX.[9][10]
- Kh-32 mejora sustancial del Kh-22 con velocidad mach 5 y alcance de 1000 kilómetros.[4][11] Dispone de un cohete mejorado y una nueva cabeza buscadora. En producción para su uso con el Tu-22M3. Su cabeza de guerra es de sólo 500 kilogramos, con el objeto de mejorar su alcance.[12]

## Operadores

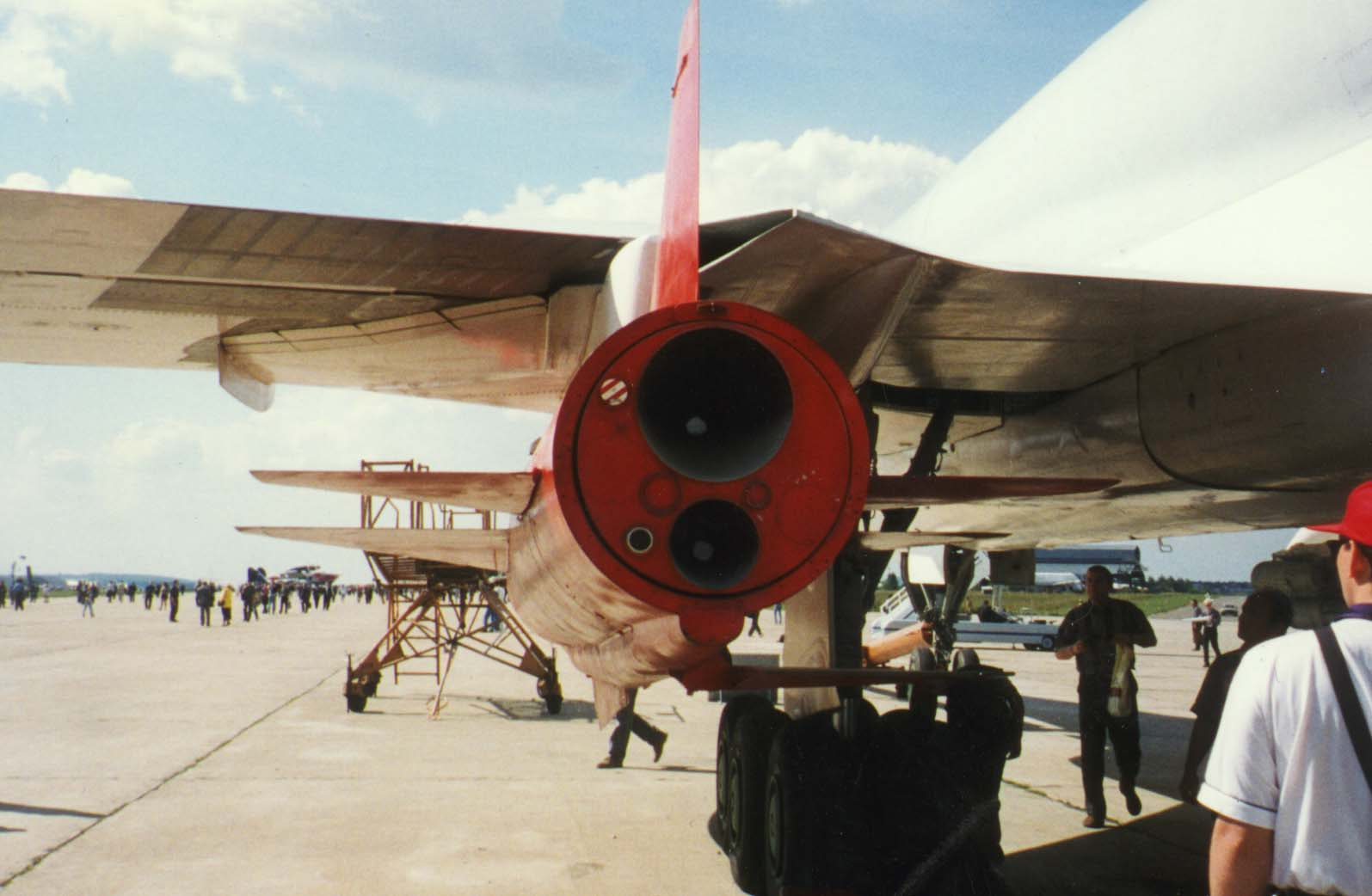
Kh-22 bajo un Tu-22M3.

Rusia
- Fuerza aérea rusa

### Antiguos operadores
Irak
 Unión Soviética
 Ucrania
- 423 se desguazaron después de dar de baja los Tu-22M ucranianos.